# Drive (Robert Palmer)
Drive è il quattordicesimo e ultimo album in studio del cantante britannico Robert Palmer, pubblicato nel 2003.

## Tracce
1. Mama Talk to Your Daughter – 2:27 (J.B. Lenoir)
2. Why Get Up? – 3:01 (Bill Carter, Ruth Ellsworth)
3. Who's Fooling Who? – 2:49 (Steve Barri, Michael Omartian, Harvey Price, Daniel Walsh)
4. Am I Wrong? – 2:03 (Kevin Moore)
5. TV Dinners – 3:24 (Frank Beard, Billy Gibbons, Dusty Hill)
6. Lucky – 2:22 (Carl Carlton, Robert Palmer)
7. Stella – 3:58 (Slinger Francisco)
8. Dr. Zhivago's Train – 3:58 (Nicolai Dunger)
9. Ain't That Just Like a Woman – 1:59 (Fleecie Moore, Claude Demetrius)
10. Hound Dog – 2:02 (Jerry Leiber, Mike Stoller)
11. Crazy Cajun Cake Walk Band – 3:08 (Jim Ford, Lolly Vegas, Pat Vegas)
12. I Need Your Love So Bad – 2:17 (Mertis John Jr.)